# تلين الدماغ
تلين الدماغ (بالإنجليزية: Cerebral softening)‏ هو تَليُن موضعي يحدُث في المُخ، ينجُم عن النزف أو الالتهاب. هناك ثلاثة أنواع يتم تصنيفها من خلال اللون وتُمثل ثلاث مراحل من العملية المرضية تُعرف بالتليُن الأحمر والأصفر والأبيض على التوالي.
وكان من ضِمن المُصابين بهذه المُتلازِمة المعروفين دانييل أوكونل، الذي توفى عام 1847 بعد إصابته به؛ بالإضافة إلى والد فريدريك نيتشه، كارل لودفيغ نيتشه (1813–49), وأيضًا باحث بريطاني متخصص في الهند وهو جيمس برينسب (James Prinsep).

## الأسباب

### السكتة الدماغية
نقص التروية: انخفاض أو إعاقة في دوران التدفق الدموي إلى منطقة ما من الدماغ ما يؤدي إلى حرمان العصبونات من الركائز الضرورية (الجلوكوز بشكل أساسي)؛ تمثل 80% من جميع حالات السكتة الدماغية. تسبب الخثرة أو الصمة انسداد الشريان ما يؤدي إلى انخفاض التدفق الدموي أو انقطاعه. يؤدي نقص التأكسج أو عوز الأكسجين هذا إلى إصابة العصبونات، ما يُعرف بالسكتة الدماغية. يسبب موت العصبونات ما يُدعى بتلين المخ في المنطقة المصابة.
النزف: يحدث النزف المخي في الأوعية العميقة المخترقة للدماغ ويؤدي إلى اضطراب السبل الرابطة، ما يسبب إصابة موضعية ناجمة عن الضغط وبالتالي إصابة النسيج الدماغي في المنطقة المتأثرة. قد يحدث النزف في حالات نقص التروية الانصمامية، إذ تستعيد المنطقة المسدودة التدفق الدموي بشكل تلقائي. يُعرف هذا باسم الاحتشاء النزفي إذ تتطور حالات احتشاء حمراء نتيجة لذلك، ما يشير إلى أحد أنواع تلين الدماغ المعروفة باسم التلين الأحمر.

### الدائرة الشريانية الدماغية
قارنت دراسة حول الدائرة الشريانية الدماغية وعلاقتها بالاضطرابات الدماغية الوعائية الشذوذات المختلفة بين الأدمغة الطبيعية (التي لا تعاني من حالة تلين الدماغ) والأدمغة المصابة بتلين الدماغ بهدف ملاحظة اتجاهات الاختلافات في البنية التشريحية للدائرة الشريانية الدماغية. خلصت الدراسة إلى نتائج ذات دلالة إحصائية فيما يتعلق بالنسبة المئوية للأدمغة الطبيعية ذات الدائرة الشريانية الدماغية الطبيعية وتلك المصابة بتلين الدماغ ذات الدائرة الشريانية الدماغية الطبيعية. أظهرت النتائج امتلاك 52% من الأدمغة الطبيعية لدائرة شريانية دماغية طبيعية، بينما امتلك 33% فقط من الأدمغة المصابة بالتلين دائرة شريانية دماغية طبيعية. لُوحظ أيضًا عدد أكبر من الأوعية ذات المظهر الخيطي في الأدمغة المصابة بالتلين (42%)، مقارنة بتلك الملاحظة في الأدمغة الطبيعية (27%). تشير هذه النتائج إلى افتراض مفاده ارتفاع معدل حدوث الشذوذات في الأدمغة المصابة بتلين الدماغ مقارنة بتلك الخالية من التلين.

## أنواع التلين

### التلين الأحمر
يمثل التلين الأحمر أحد الأنواع الثلاثة لتلين الدماغ. كما يشير الاسم، يظهر عدد من المناطق المتعرضة لتلين الدماغ باللون الأحمر. يرجع هذا التلون إلى الاحتشاء النزفي، الذي يشمل عودة التدفق الدموي إلى منطقة دماغية مصابة في السابق بالانسداد الوعائي. يُشار إلى هذا باسم «الاحتشاء الأحمر» أو يُعرف أيضًا باسم التلين الأحمر.
بعد إجراء عمليات تشريح الجثة على العديد من المتوفين، وجد د. كورنيليو فازيو أن المناطق الأكثر شيوعًا لهذا النوع من التلين متمثلة في تلك المصابة بنزف في الشريان المخي المتوسط أو فروعه العليا أو العميقة. لم تتمركز مناطق التلين لدى هؤلاء بالقرب من الشرايين بل حيث تغذي الشعيرات الدموية النسج الدماغية. تشابهت أعراض التلين الأحمر مع تلك الملاحظة في السكتة الدماغية.

### التلين الأبيض
يشكل التلين الأبيض شكلًا آخر من تلين الدماغ. يحدث هذا التلين في المناطق التروية الدموية الضعيفة المستمرة، التي تتعرض لتدفق قليل أو معدوم من الدم. تُعرف هذه المناطق باسم «احتشاء انقطاع الدم» أو «الاحتشاء الشاحب» وتحتوي على نسيح عصبوني ميت، ما يتسبب في تلين المخ.

### التلين الأصفر
يمثل التلين الأصفر النوع الثالث من تلين الدماغ. كما يوضح الاسم، تمتلك مناطق التلين المتأثرة من الدماغ مظهرًا مصفرًا. يرجع هذا المظهر الأصفر إلى تراكم لويحات التصلب العصيدي في شرايين الدماغ الداخلية بالترافق مع اللمف الأصفر حول الضفيرة المشيموية، إذ يحدث ذلك في بعض حالات الإصابة الرضية للدماغ.

## المراحل

### مراحل النشأة
يُعزى تلين الدماغ لدى حديثي الولادة بشكل تقليدي إلى الإصابة الرضية عند الولادة وتأثيرها على النسج الدماغية في مرحلة البلوغ. مع ذلك، أظهرت الأبحاث الأحدث حدوث تلين الدماغ لدى حديثي الولادة وتدهور المادة البيضاء نتيجة الاختناق و/أو العدوى اللاحقة. لا يوجد دليل سببي داعم لفرضية تطور تلين المادة البيضاء لدى حديثي الولادة نتيجة المشاكل في المخاض. بالإضافة إلى ذلك، أظهرت دلائل لاحقة وجود ارتباط محتمل بين انخفاض السكر ومستويات البروتين المرتفعة في السائل الدماغي الشوكي ما قد يساهم في زيادة قابلية الإصابة بالأمراض أو الفيروسات التي تنتهي بدورها بتلين الدماغ.

### المراحل اللاحقة من الحياة
تُعتبر حالات تلين الدماغ في مرحلة الطفولة شديدة للغاية مقارنة بتلك الناشئة في مرحلة البلوغ، إذ يرجع ذلك إلى عدم امتلاك الرضيع القدرة على استعادة النسج الدماغية المتضررة أو تعويض الخسارة في أجزاء أخرى من الدماغ. يستطيع البالغون تعويض الخسارة في استخدام النسج وتصحيحها بسهولة أكبر ما يفسر انخفاض معدل الوفيات لدى البالغين المصابين بتلين الدماغ مقارنة بالمصابين من الأطفال.